# Domenico Tedesco
Domenico Tedesco, född 12 september 1985 i Rossano, är en italiensk-tysk fotbollstränare som är förbundskapten i Belgiens landslag. 

## Karriär
I juni 2017 blev Tedesco utsedd till ny huvudtränare i Bundesliga-klubben Schalke 04.
Den 9 december 2021 blev Tedesco ny huvudtränare för RB Leipzig, där han blev ersättare till den nyligen sparkade Jesse Marsch. Den 7 september 2022 blev Tedesco avskedad av RB Leipzig.